# Quince de Abril, Suchiate
Quince de Abril är en ort i Mexiko.   Den ligger i kommunen Suchiate och delstaten Chiapas, i den sydöstra delen av landet, 900 km sydost om huvudstaden Mexico City. Quince de Abril ligger 13 meter över havet och antalet invånare är 490.
Terrängen runt Quince de Abril är mycket platt. Runt Quince de Abril är det ganska tätbefolkat, med 129 invånare per kvadratkilometer. Närmaste större samhälle är Brisas Barra de Suchiate, 16,3 km söder om Quince de Abril. Omgivningarna runt Quince de Abril är en mosaik av jordbruksmark och naturlig växtlighet.